# Kučkovo
Kučkovo (makedonska: Кучково) är en ort i Nordmakedonien. Den ligger i den nordvästra delen av landet, 12 kilometer nordväst om huvudstaden Skopje. Kučkovo ligger 574 meter över havet och antalet invånare är 608.
Terrängen runt Kučkovo är huvudsakligen kuperad, men västerut är den bergig. Runt Kučkovo är det tätbefolkat, med 613 invånare per kvadratkilometer.. Närmaste större samhälle är Skopje, 12,4 kilometer sydost om Kučkovo. 
Omgivningarna runt Kučkovo är en mosaik av jordbruksmark och naturlig växtlighet.